# Francisco Fiorentino

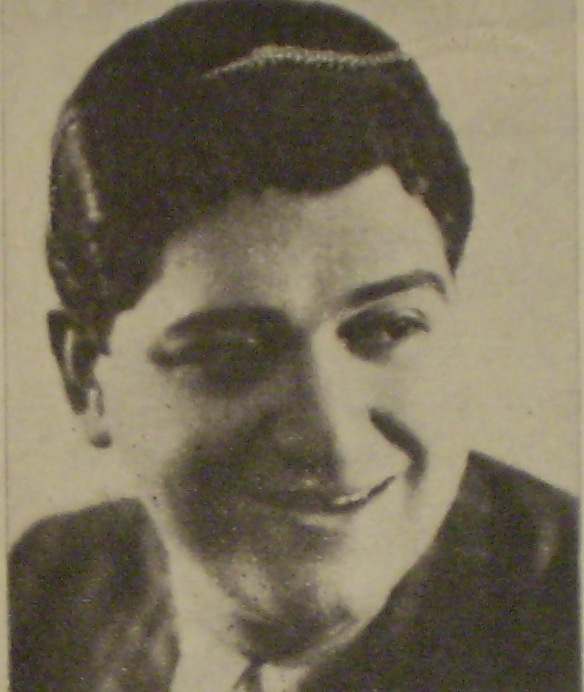
Francisco Fiorentino.

Francisco Fiorentino (23 de setembro de 1905 – 11 de setembro de 1955), foi um cantor de tango e bandoneonista argentino.

## Carreira musical
Tornou-se ilustre cantando na orquestra de Aníbal Troilo, de 1937 a 1944.
"Fiore" como também era conhecido, é considerado o arquétipo do cantor dos anos 40, "anos de ouro" do tango.